# Hajfesték

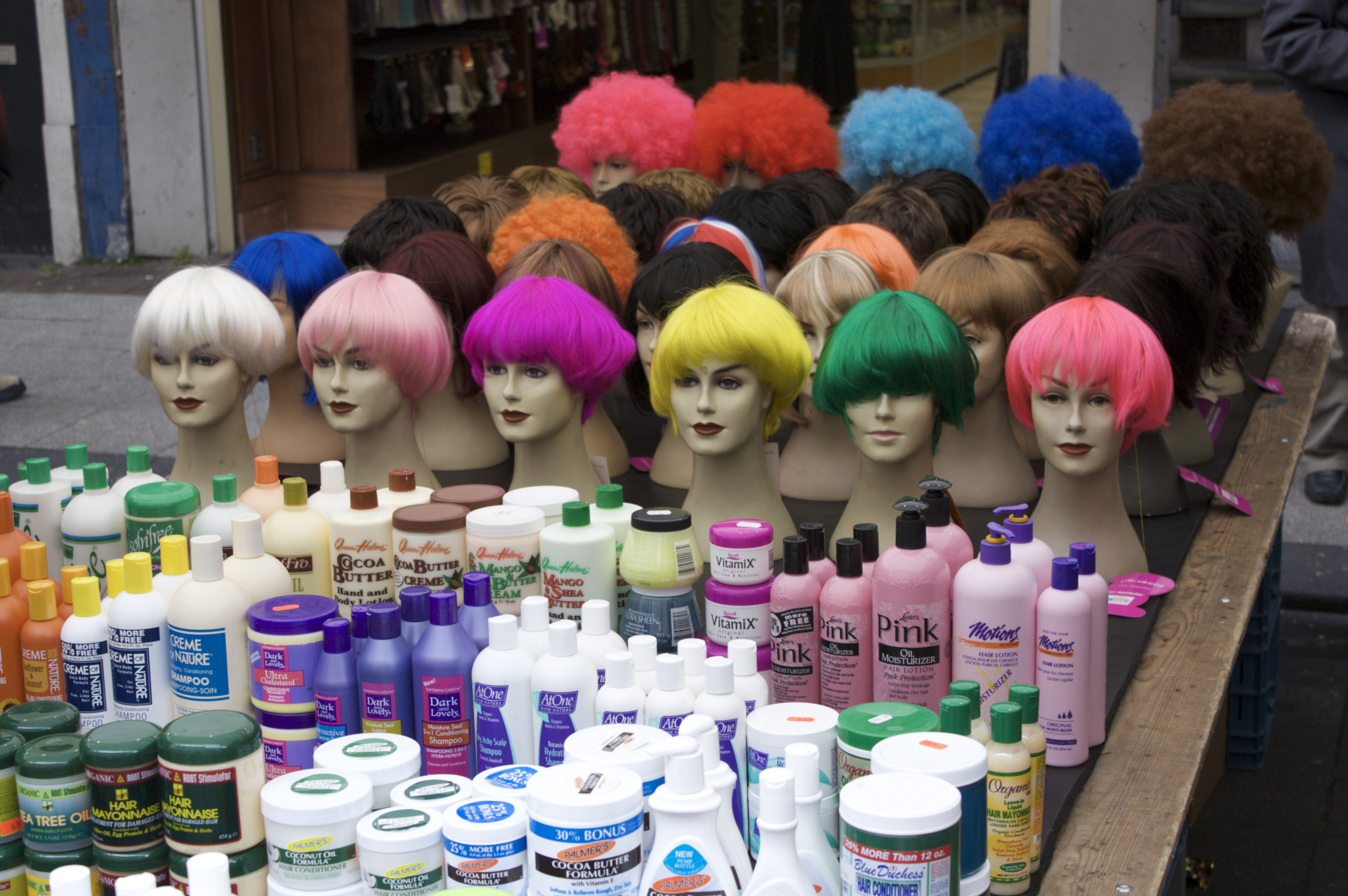
Hajfestékek és parókák

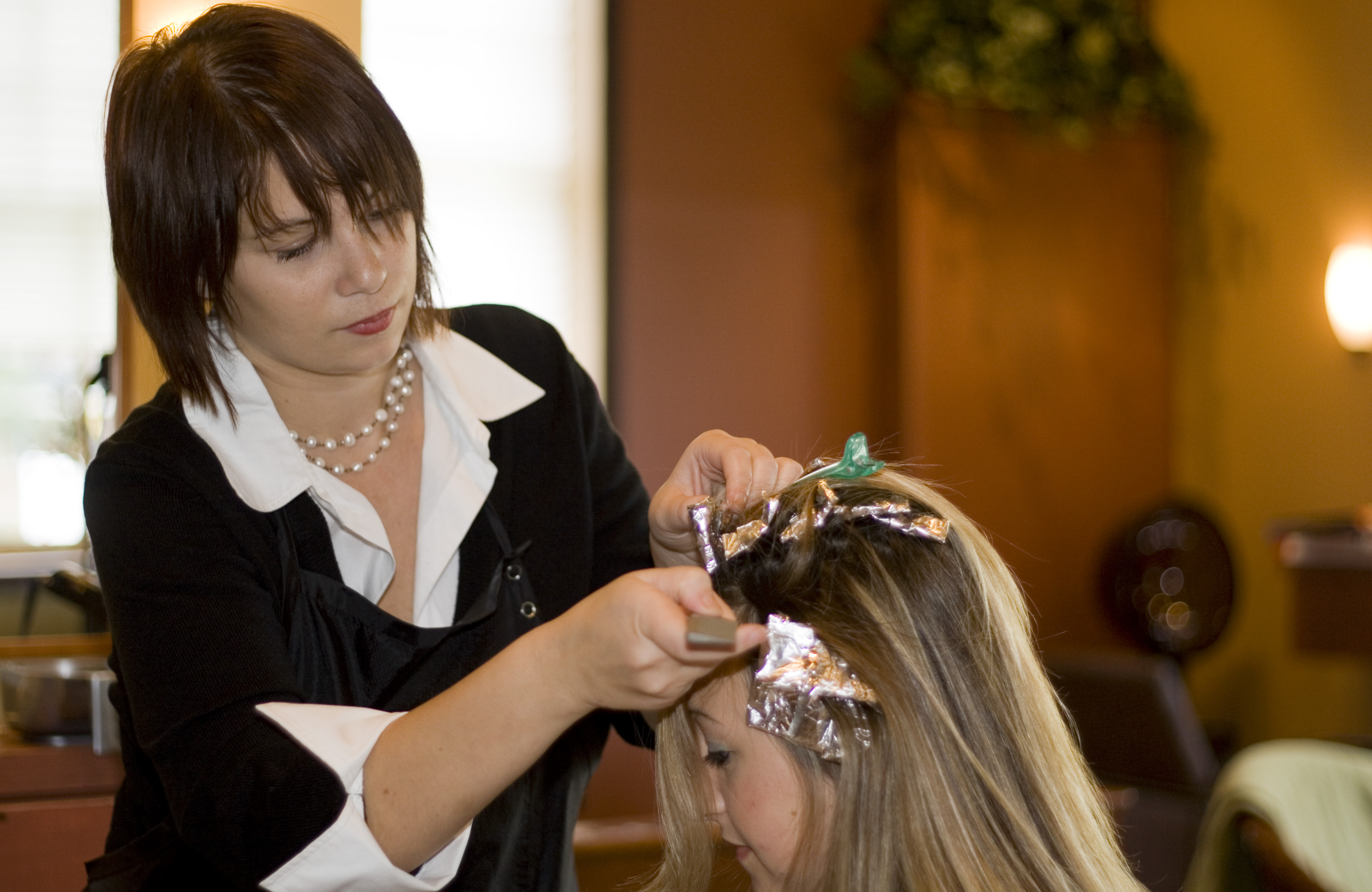
Fodrász hajat fest

A hajfesték a haj színének ideiglenes megváltoztatására alkalmas festék. Már az ókorban is ismertek voltak különféle hajfestőtechnikák, az egyiptomiak például növényi és állati eredetű festékeket használtak. A mesterséges, azaz vegyi anyagokból előállított hajfestékekkel az 1900-as évek elején kezdtek el kísérletezni. A hajfestékek lehetnek krém, por, hab, folyadék vagy permet (spray) állagúak, lemoshatóak, féltartósak vagy tartósak. A haj színezése a divat részét is képezi.

## Története

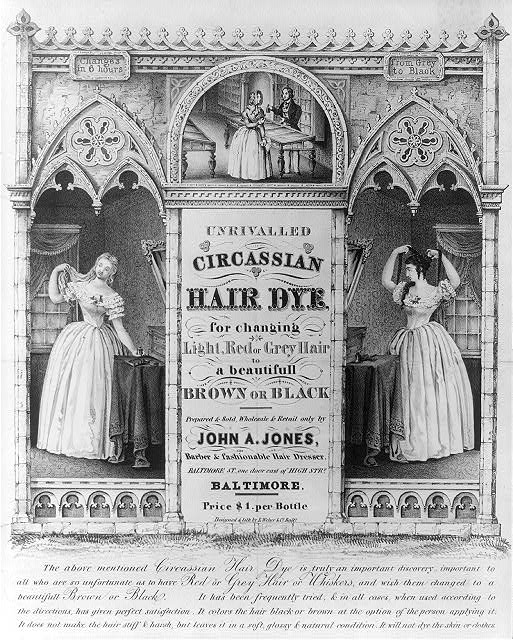
Hajfestékreklám 1843-ból

A növényi és állati eredetű színezőanyagokat már az ősidőkben is alkalmazták hajfestésre, például a bogyós gyümölcsöket, az indigót, a dió héját, a hennát, a kamillát. A vaskor végén a kelták mésztejjel illetve festő csüllenggel (Isatis tinctoria) színezték a hajukat. A görögöknél az aranyszőke haj volt nagy divat, amit hamuzsírból és sárga virágokból kevert egyveleggel értek el. Az ókori Egyiptomban és a Közel-Keleten a vörös színt hennából, a sárgát kamillából, a bíborszínt kosenilből állították elő. A henna színhatását tealevelekkel fokozták. Az egyiptomiak állati vért is felhasználtak hajfestéknek, olajjal vagy zsírral keverve. A rómaiak több mint százfajta hajfestékreceptet ismertek, eleinte leginkább a sötét színeket kedvelték, mert a szőke a prostituáltak hajszíne volt. Később, a görög kultúra és a Galliából behurcolt nők hatására a szőkítés is elterjedtté vált. A görögök és a rómaiak mérgező hatású ólom-acetátot is használtak festék készítésére. A festéket a férfiak is használták, az ókorban gyakran a szakáll színezésére is, a vikingek például szőkítették a szakállukat, a babilóniaiak pedig az őszülő szakállukat feketére festették. Egyes népeknél különleges alkalmakkor (például esküvőnél) bizonyos színűre festették a hajat.
A középkorban a nők annak ellenére is festették a hajukat, hogy az egyház ezt ellenezte. A festékekhez felhasználtak hennát, sáfrányt, a rekettye virágát és tojást is. I. Erzsébet idején Angliában népszerű volt a vörös szín, aminek eléréséhez sáfrány és kénport keverékét használták. A 16. századi Olaszországban Tiziano Vecellio festményeinek hatására vált kedveltté a bronzvörös hajszín, amit timsót, ként, szódát és rebarbarát is tartalmazó festékkel igyekeztek utánozni. Egyes extrém receptek bort vagy éppen lóvizeletet is tartalmaztak. Az 1600-as években a citrom leve és a kamilla virága mellett az ólomból készült fésűkkel színezték a hajukat az emberek, az ólomfésű ugyanis sötétre színezte a hajat. Az 1700-as években népszerűvé vált a hajpor használata, amit lisztből készítettek.
Az 1800-as években a társadalmi elvárások miatt a nők általában nem használtak olyan festéket, ami nagyon megváltoztatta volna a hajszínüket, a szőkítés például illetlenségnek számított. Ha mégis használtak hajfestéket, az általában növényi eredetű volt. A 19. századi népszerű opera-énekesnő, Adelina Patti előszeretettel festette a haját hennával, amit sokan kezdtek utánozni a Közel-Keletről importált festékekkel. Az 1800-as évek végén kezdett el terjedni a hidrogén-peroxid használata szőkítő hatás eléréséhez.
Az 1920-as években textilfestésre használt vegyi anyagokkal kezdtek el kísérletezni hajfesték előállításához, Eugène Schueller francia kémikus például olyan hajfesték-formulát alkotott, ami p-fenilén-diamint (PPD) tartalmazott. Schueller 1909-ben alapította meg a L’Oréal céget, mely az egyik legnagyobb kozmetikai vállalattá vált később. 1917-ben jelent meg a két lépcsős szőkítés technikája, amelyben először „leszívták” a haj eredeti színét és a második lépcsőben színezték. Az 1920-as években egy ugyancsak francia cég, a Mury fejlesztette ki azt az eljárást, ami lehetővé tette, hogy a festék bejusson a hajszál belsejébe, ezzel hosszabb és természetesebb hatást érve el. Az 1930-as években a mozgókép terjedésével és a filmsztárok megjelenésével a hajfestés – különösen a szőkítés – egyre népszerűbb lett, bár a társadalmi konvenciók még ekkor is gátat szabtak a terjedésének, mivel túlságosan kihívónak tartották. A színes televízió megjelenésével a színészek hajszínének jelentősége is megnőtt és ezzel együtt a hajfestés népszerűsége is. Az 1950-es években az amerikai Clairol cég reklámokkal kampányolt a szőkítés mellett: a hirdetésekben a szőke nőket illedelmes, jó háziasszonyként ábrázolták, ezzel harcolva a hajfestés frivol voltát hangsúlyozó vélemények ellen.

## Típusai

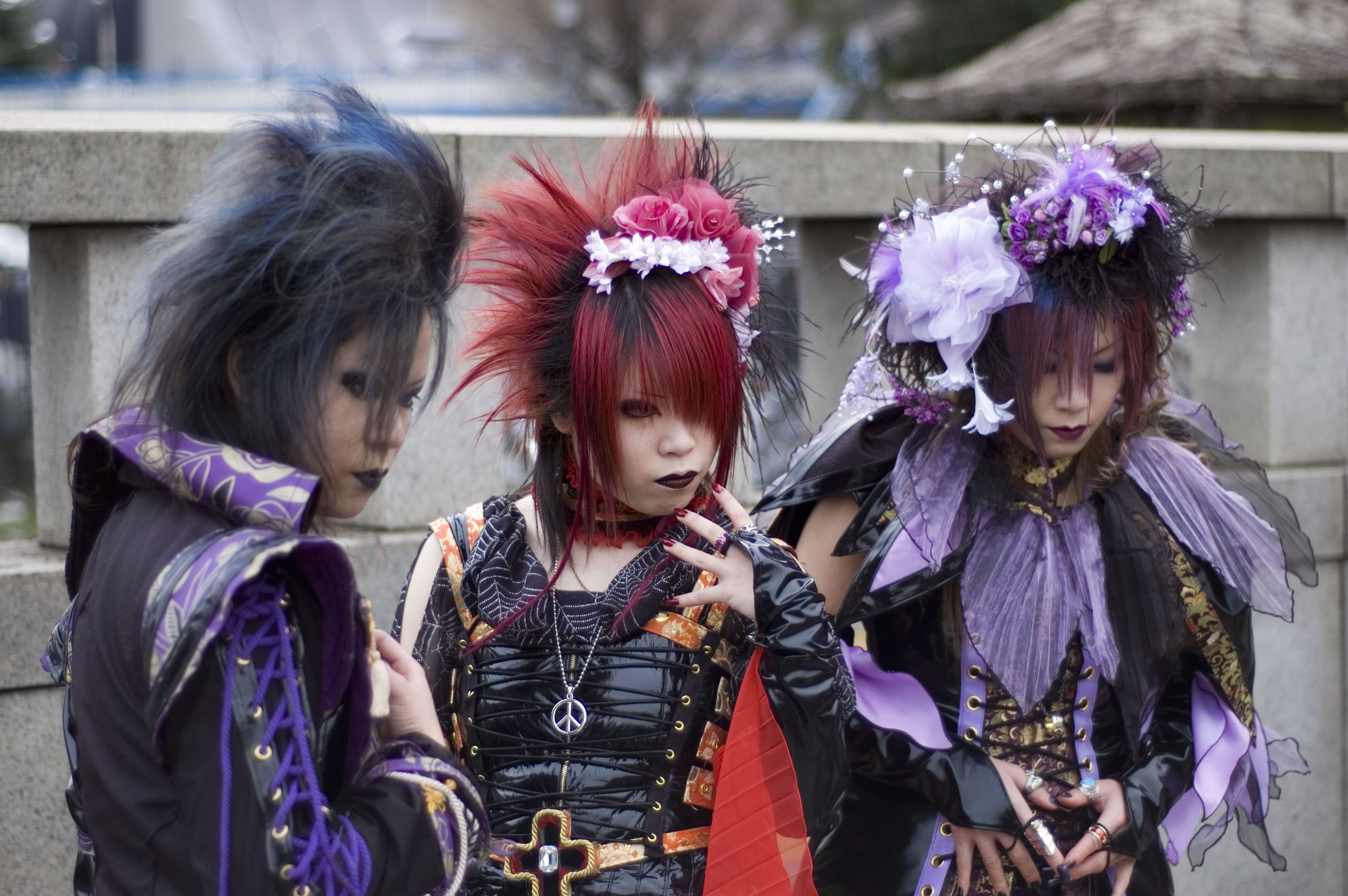
Japán visual kei cosplayerek élénk hajszínnel

A hajfestékeknek tartósság szempontjából három típusát lehet megkülönböztetni:
Hajszínezők
A színezők a legkevésbé tartósak, az első hajmosásig tartanak. Nagy méretű, savas festékmolekulákból állnak, melyek sót képeznek a hajon. A molekulák méretük miatt nem képesek áthatolni a hajszálakon, így csak réteget képeznek a felületükön.
Féltartós hajfestékek
Ezek a festékek hat-nyolc mosás erejéig tartósak. Egyik változatuk az elektrosztatikusság elvére épül: a pozitív töltésű festékmolekula és a negatív töltésű hajszál vonzzák egymást. A másik típus a hajszálak roncsolt szerkezetét veszi alapul, és a színezőkben használt nagy méretű molekulák mellett kisebb méretűeket is használ, amelyek a roncsolt hajszálakba képesek bejutni és így teszik valamivel tartósabbá a színt.
Tartós hajfestékek
Kisméretű molekulákat tartalmaznak, ezek lehetnek például amino-fenolok, fenilén-diaminok vagy rezorcin is. Ezek a molekulák már képesek bejutni a hajszálak belsejébe, azonban nem színesek, és nem is tudnának tartósan megmaradni. Ezért oxidálószert alkalmaznak a megfestésükre és a megtartásukra. Az oxidálószer általában hidrogén-peroxid. Az oxidált molekulák a hajfesték többi összetevőjével együtt hozzák létre a festékmolekulákat, melyek már túl nagyok ahhoz, hogy ki tudjanak jutni a hajszál belsejéből, így hoznak létre tartós színt. A tartós hajfestéket emiatt lemosni nem lehet, csak a hajszál kihullásával tűnik el.

## Összetétele
A hajfesték összetevői között szerepel általában az alkohol, régebben az ammónia, az ammónium-oleát, ezen felül tartalmaz habosító anyagot, hajkondicionálót, konzerválószereket és illatanyagot is. A festékmolekulák az összetételnek csupán 1%-át adják.

## Felviteli technikák

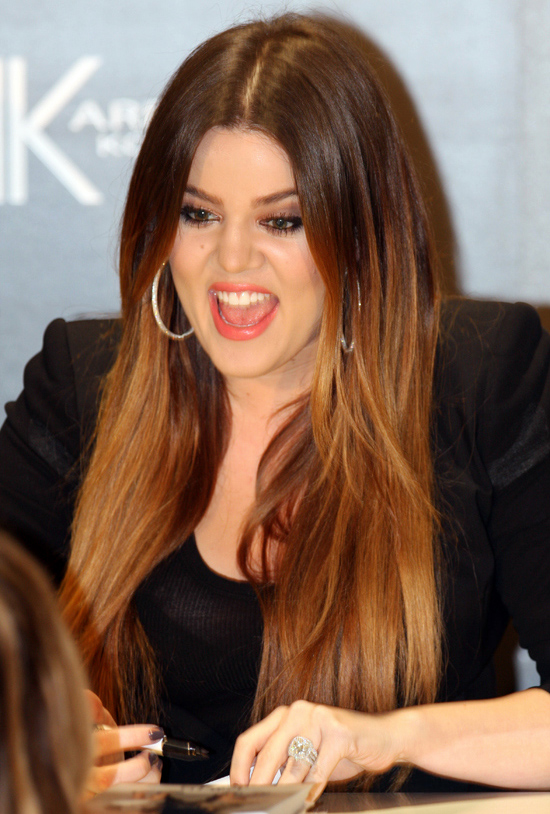
Khloe Kardashian ombre hajjal

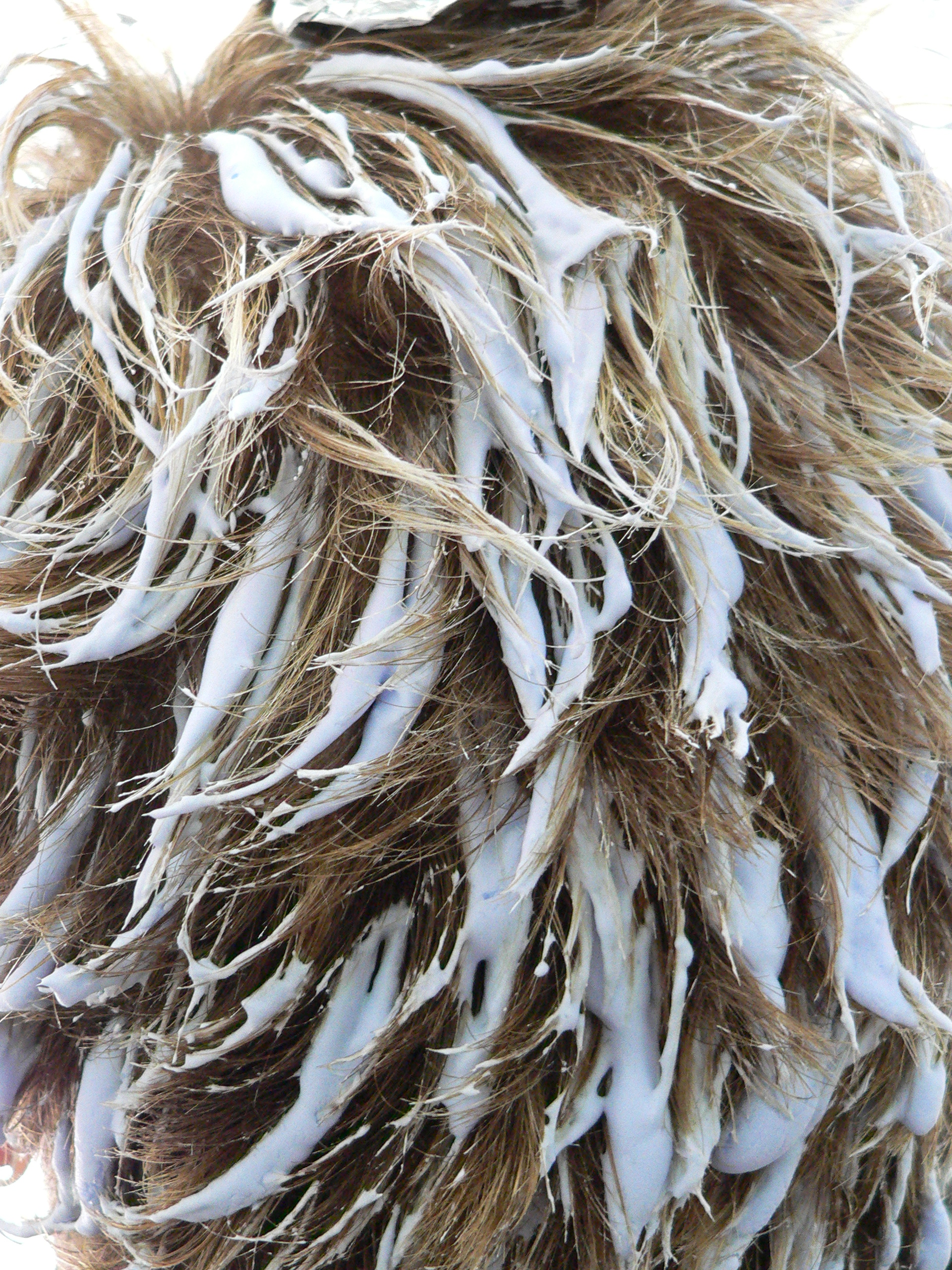
Melírozás

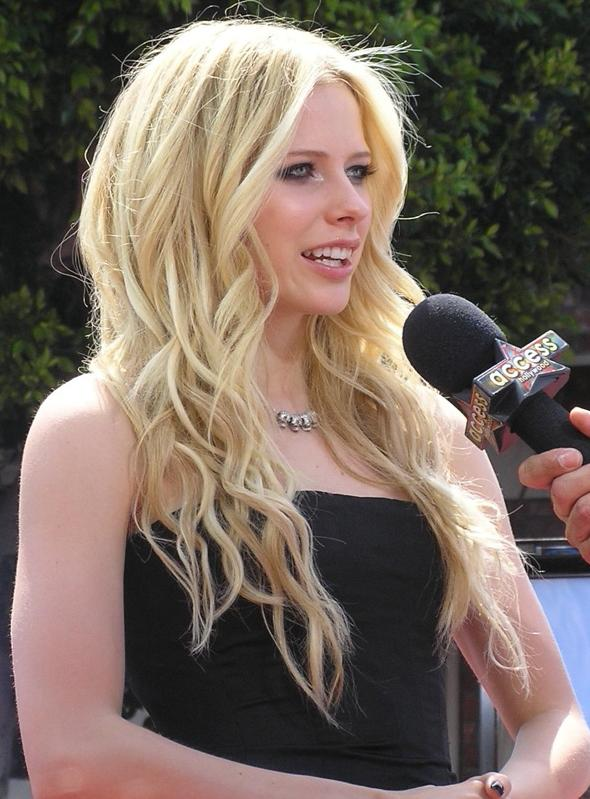
Avril Lavigne szőkített hajjal

### Sombre (Sun kissed balayage)
A hajat rétegekre osztják és mindig egy-egy adott rétegben, „elszórtan” dolgoznak, a természetes napszítta hatás eléréséhez. A tincseket háromszög alakban választják le, amelyek két oldalát melírozzák a választott színnel, szabadkéz technikával.

### Balayage
Ezzel a technikával a haj természetes színénél néhány árnyalatnyival világosabb színt visznek fel meghatározott területekre, általában a hajvégekre, a „napszítta” hatása elérésének érdekében. A szó a francia balayer szóból ered, melynek jelentése „seprés”. A festék felvitelekor – a melírozással ellentétben – nem tesznek fóliát a hajra. A felvitelkor a fodrásznak ügyelnie kell a sötét és világosabb szín közötti harmonikus átmenetre, hogy a hajszín természetes hatású maradjon.

### Melírozás
A melírozás során nem a haj egészét festik be, csak a kiválasztott tincseket. Bármilyen színnel elvégezhető, világosításra és sötétítésre is alkalmas technika, a haj dúsabbnak tűnik tőle, ha nem csak néhány tincset festenek be. Kétféle technikával készülhet, az egyik a lyukakkal borított gumisapka, amelyet a fejre helyeznek és a lyukakon átbújtatják a hajtincseket. A másik esetben a hajtincseket alufóliacsíkra helyezik, ezen festik meg, majd a fólia másik felét ráhajtják a tincsre. A melírozásnál az eredeti hajszínnél kettő vagy több árnyalattal világosabbat festenek fel. A legfeljebb két árnyalatos világosítás a satírozás.

### Pinwheel (szélkerék) melírtechnika
A pinwheel hajfestési technika során nagyobb leválasztott panelekkel és általában egymáshoz közel álló árnyalatokkal dolgoznak. A technika lényege az, hogy a frizurát összefésülve különböző színkompozíciókat lehessen létrehozni. A hajat általában 10 egyenlő részre osztják a fejbúbtól indulva. A panelek és színek tetszés szerint kombinálhatóak.

### Crownlights coloring
A hajtő sötétebbre festése a hajhossz színénél. Általában egy szőke alapon dolgoznak sötétebb, jobbára nem természetes színnel a töveknél, így a lenövéshatás is elkerülhető.

### Szőkítés
Az első szőkítőoldatok hidrogén-peroxid alapúak voltak, ammónium-hidroxid katalizátorral. A modern szőkítő porok („blanchpor”) ammónium-peroxo-diszulfátot, nátrium-peroxo-diszulfátot és magnézium-oxidot tartalmaznak. A szőkítőporokat 3, 6 vagy 9%-os oxidálószerrel alkalmazzák, és így hét hajszíntónus világosítására alkalmasak. Felvitelük száraz hajra történik, a hatóidejük 30–50 perc. Léteznek szőkítő krémek is.

## Egészségi kockázatai
A hajfesték bőrirritációt és allergiás reakciót okozhat, például bőrpírt, viszketést vagy ekcémás elváltozást. Az 1970-es évek előtt készült hajfestékek egyes alkotóelemeiről kiderült, hogy rákot okozhatnak, ezért a gyártók lecserélték az összetevőket. A modern készítmények akár több mint 5000-féle kémiai anyagot is tartalmazhatnak, azt azonban biztosan nem sikerült megállapítani, hogy van-e köztük olyan, ami rákot okoz. Több tanulmány és kísérlet is folyik a témában, az eredmények azonban ellentmondóak. A WHO-hoz tartozó Nemzetközi Rákkutatási Ügynökség (International Agency for Research on Cancer) szerint nem állapítható meg, hogy a hajfesték az emberre rákkeltő hatással lenne.